# I. B třída Královéhradeckého kraje
I. B třída Královéhradeckého kraje patří společně s ostatními prvními B třídami mezi sedmé nejvyšší fotbalové soutěže v Česku. Je řízena Královéhradeckým fotbalovým svazem. Hraje se každý rok od léta do jara se zimní přestávkou. Účastní se ji v každé ze čtyř skupin (A,B,C a D) 8 týmů z oblasti Královéhradeckého kraje, každý s každým hraje dvakrát na domácím hřišti a dvakrát na hřišti soupeře. Celkem se tedy hraje 28 kol. Vítězem se stává tým s nejvyšším počtem bodů v tabulce a postupuje do I. A třídy Královéhradeckého kraje. Poslední tým každé skupiny sestupuje do příslušné II. třídy. Do Královéhradecké I. B třídy vždy postupuje vítěz dané II. třídy.
- skupina A – hrají zde týmy z okresů: Trutnov, Jičín, Hradec Králové (západ)
- skupina B – hrají zde týmy z okresů: Hradec Králové (východ), Náchod, Rychnov nad Kněžnou

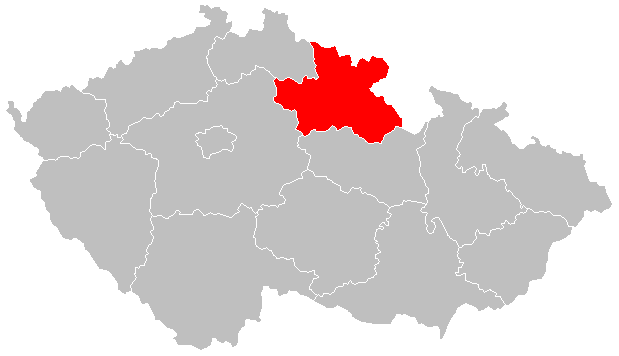

## Vítězové

### 1. B třída skupina A
| Ročník    | Vítězný tým                  |
| --------- | ---------------------------- |
| 2004/2005 | TJ Dvůr Králové „B“          |
| 2005/2006 | SK Miletín                   |
| 2006/2007 | TJ Spartak Kosičky           |
| 2007/2008 | TJ Baník Žacléř              |
| 2008/2009 | TJ Sokol Kratonohy           |
| 2009/2010 | FK Mostek                    |
| 2010/2011 | FK Chlumec nad Cidlinou      |
| 2011/2012 | SK Sparta Úpice              |
| 2012/2013 | MFK Nové Město nad Metují    |
| 2013/2014 | SK Sobotka                   |
| 2014/2015 | TJ Sokol Nepolisy            |
| 2015/2016 | TJ Sokol Malšovice           |
| 2016/2017 | TJ Sokol Kratonohy „B“       |
| 2017/2018 | TJ Lokomotiva Hradec Králové |
| 2018/2019 | TJ Sokol Nepolisy            |
| 2019/2020 | TJ Slavoj Skřivany           |
| 2020/2021 | TJ Sokol Železnice           |
| 2021/2022 | TJ Sokol Železnice           |
| 2022/2023 | RMSK Cidlina Nový Bydžov „B“ |
| 2023/2024 |                              |

### 1. B třída skupina B
| Ročník    | Vítězný tým                    |
| --------- | ------------------------------ |
| 2004/2005 | Start ZD Ohnišov               |
| 2005/2006 | Start ZD Ohnišov               |
| 2006/2007 | Start ZD Ohnišov               |
| 2007/2008 | Start ZD Ohnišov               |
| 2008/2009 | TJ Slavoj Předměřice nad Labem |
| 2009/2010 | TJ Slavoj Předměřice nad Labem |
| 2010/2011 | TJ Slavoj Předměřice nad Labem |
| 2011/2012 | TJ Slavoj Předměřice nad Labem |
| 2012/2013 | TJ Sokol Třebeš                |
| 2013/2014 | TJ Rudník                      |
| 2014/2015 | TJ Spartak Police nad Metují   |
| 2015/2016 | MFK Trutnov „C“                |
| 2016/2017 | TJ Spartak Police nad Metují   |
| 2017/2018 | TJ Jiskra Česká Skalice        |
| 2018/2019 | SK Třebechovice pod Orebem     |
| 2019/2020 | Spartak Kosičky                |
| 2020/2021 | FC Nový Hradec Králové         |
| 2021/2022 | TJ Sokol Třebeš „B“            |
| 2022/2023 | FC Slavia Hradec Králové „B“   |
| 2023/2024 |                                |

### 1. B třída skupina C
| Ročník    | Vítězný tým       |
| --------- | ----------------- |
| 2013/2014 | Sokol Provodov    |
| 2014/2015 | FC České Meziříčí |

### 1. B třída skupina D
| Ročník    | Vítězný tým                        |
| --------- | ---------------------------------- |
| 2013/2014 | FC Spartak Rychnov nad Kněžnou „B“ |
| 2014/2015 | FC Spartak Rychnov nad Kněžnou „B“ |